# HeroQuest (videójáték)
A HeroQuest körökre osztott stratégiai játék, amely az azonos nevű táblajátékon alapul. Jelenleg abandonware státuszú, azaz nem forgalmazzák és a kiadója is megszűnt.

## A kiadás körülményei
A HeroQuest táblajáték számítógépes átirata 1991-ben jelent meg a Gremlin Interactive kiadásában. A kiadással párhuzamosan a Sierra On-Line korábban Hero’s Quest néven futó játékát át kellett nevezze Quest for Gloryra. Eredetileg Nintendo Entertainment Systemre is fejlesztettek egy prototípus változatot ugyanezen a néven, azonban ezt soha nem adták ki végül.
1991 során kiegészítőt adtak ki a játékhoz HeroQuest: Return of the Witch Lord címmel, majd az alapverziót és a kiegészítőt egyben is kiadták 1992-ben. A játék folytatását 1994-ben jelentették meg HeroQuest II: Legacy of Sorasil néven, de csak Amiga és Amiga CD32 platformokra.

## Alaptörténet
A játék azzal kezdődik, hogy a tanítványok a Mentor elé járulnak, aki közli velük, hogy mindent megtanultak, amit lehetett, de hősiességüket még bizonyítaniuk kell. A Mentor elmeséli, hogy „évszázadokkal korábban Morcar a tanítványa volt, aki keményen gyakorolt és gyorsan tanult, de türelmetlensége és mohó tudásvágya arra indította, hogy még erőteljesebb mágikus módszereket tanuljon. Elmagyaráztam neki ennek veszélyeit és hogy türelmesnek kéne lennie, mert idővel nagy varázslóvá válhatna. Azonban Morcar nem tudott várni. Minden éjjel betört a dolgozószobámba és tanulmányozta a varázskönyveimet. Kifürkészte titkaikat és amikor végzett, megszökött tőlem.
Mikor a nyomára akadtam, Morcar már teljesen megváltozott. Szövetséget kötött a Káosz leghatalmasabb erőivel. Megpróbáltam meggyőzni, de semmi sem használt. A képembe nevetett és egy szörnyű varázslatot küldött rám, melynek csak nagy nehézségek árán tudtam ellenállni. Napokig küzdöttünk, de Morcar szövetségesei erősebbek voltak nálam és nem tudtam legyőzni őt. A végére teljesen kifáradtunk, ő pedig elmenekült a káosz északi pusztaságába.
Ott gyógyult fel sebeiből, majd tökéletesítette képességeit, ősi erőket s hatalmakat megidézve, hogy elpusztítsa velük a Birodalmat. Addig fogják őt szolgálni, míg az illeszkedik sötét céljaikhoz, de idővel végeznek majd vele is. Megfigyelés alatt kell tartanom Morcart és felmérni varázserejét. Az általa előhívott erők elpusztítanak bennünket, ha elcsüggedek a virrasztásban. Seregei egyszer már komolyan fenyegettek bennünket, de akkor Rogar segítségemre sietett és legyőzte őket. Most ismét felénk menetelnek és már megrohamozták a határvidéket.
A Birodalomnak ismét hősökre van szüksége és éppen ezért tanítottalak ki benneteket. Mindegyikőtöknek három feladatot kell teljesítenie. Ha sikerrel jártok, akkor a Birodalom bajnokainak ismernek el és a Birodalom Lovagjává ütnek titeket. Ekkor lesztek rajta igazán a hőssé válás útján.”

## Karakterek
A játékosok négy karakter közül választhatnak, úgymint Barbár (Barbarian), Törp (Dwarf), Tünde (Elf), Varázsló (Wizard). A Barbár és a Törp inkább harcos karakter, míg a Varázsló és a Tünde varázsolni is képes.
- A Barbár magas és izmos kardforgató harcos, a legnagyobb testi erővel rendelkező figura. Kezdetben pallost használ fegyverként.
- A Törp alacsony, köpcös, teljes páncélzatot viselő karakter, aki a harcban csatabárdot forgat és különleges képessége, hogy semlegesíteni tud csapdákat.
- A Tünde magas és vékony, aki rövid egykezes kardot visel és egy elem varázslatait képes használni.
- A Varázsló köpenyt és botot visel. Harcban a leggyengébb testi erővel rendelkezik és nem viselhet páncélzatot és a legtöbb fegyvert sem (kivéve egy rövid tőrt). Ezzel szemben viszont három elem varázslatait képes használni, összesen kilencet.

## Ellenfelek
| Összegzőoldal | Értékelés |
| ------------- | --------- |
| Moby Score    | 7.1       |

| Szerző          | Értékelés |
| --------------- | --------- |
| 576 KByte       | 87%       |
| Amiga Action    | 89%       |
| Amiga Computing | 90%       |
| Amiga Format    | 85%       |
| Games-X         | [ 8 ]     |
| Zzap!64         | 75%       |
| CU Amiga        | 81%       |
| Amiga Joker     | 63%       |
| The One         | 91%       |

A játék során a választott karakterekkel meg kell küzdeni különféle erejű és képességű - részben mitikus eredetű, részben kitalált - ellenfelekkel (monsters, azaz szörnyek), melyek jellegükben az eredeti táblás társasjátékot is kiadó Games Workshop Warhammer világát idézik. Orkok, Goblinok, Fimirek, Káosz harcosok (Káosz varázslók /Chaos Warlock/ és Boszorkányurak /Witch Lord/), illetve Gargoyle-ok állják útjukat a játékosoknak. Ezen kívül találkozhatunk még a fantasy világban szokásos élőhalottakkal (múmiákkal, zombikkal, csontvázakkal).

## Fogadtatás
- „A HeroQuest többnyire sikeresen újraalkotta az asztali verzió játékélményét.” - The One[10]
- „A HeroQuest értéket ad a pénzünkért.” - Amiga Computing[11]
- „Érdemes megvenni akkor is, ha nem vagy az asztali verzió rajongója.” - Amiga Action[12]
- „A szerepjáték [Atari] ST verziója gyakorlatilag megegyezik, eltekintve a hangzásbeli különbségtől.” - Games-X[8]
- „A HeroQuest lényegében egy C64-re adaptált hibrid, leegyszerűsített RPG társasjáték izometrikus 3D grafikával.” - ZZap! 64[9]

## Fordítás
- Ez a szócikk részben vagy egészben  a   HeroQuest (video game) című angol Wikipédia-szócikk fordításán alapul.  Az eredeti cikk szerkesztőit annak laptörténete sorolja fel. Ez a jelzés csupán a megfogalmazás eredetét és a szerzői jogokat jelzi, nem szolgál a cikkben szereplő információk forrásmegjelöléseként.
- Ez a szócikk részben vagy egészben  a   HeroQuest című angol Wikipédia-szócikk fordításán alapul.  Az eredeti cikk szerkesztőit annak laptörténete sorolja fel. Ez a jelzés csupán a megfogalmazás eredetét és a szerzői jogokat jelzi, nem szolgál a cikkben szereplő információk forrásmegjelöléseként.